# Ферв'ю (Орегон)
Ферв'ю (англ. Fairview) — місто (англ. city) в США, в окрузі Мултнома штату Орегон. Населення — 10 424 особи (2020).

## Географія
Ферв'ю розташований за координатами 45°32′51″ пн. ш. 122°26′13″ зх. д. / 45.54750° пн. ш. 122.43694° зх. д. (45.547459, -122.436899).  За даними Бюро перепису населення США в 2010 році місто мало площу 9,27 км², з яких 8,00 км² — суходіл та 1,28 км² — водойми.

## Демографія
Згідно з переписом 2010 року, у місті мешкало 8920 осіб у 3544 домогосподарствах у складі 2274 родин. Густота населення становила 962 особи/км².  Було 3786 помешкань (408/км²).
Расовий склад населення:
| - 73,1 % — білих - 5,5 % — азіатів - 4,6 % — чорних або афроамериканців - 1,1 % — корінних американців - 1,0 % — вихідців з тихоокеанських островів - 9,7 % — осіб інших рас |

До двох чи більше рас належало 5,0 %. Частка іспаномовних становила 16,4 % від усіх жителів.
За віковим діапазоном населення розподілялося таким чином: 23,8 % — особи молодші 18 років, 66,2 % — особи у віці 18—64 років, 10,0 % — особи у віці 65 років та старші. Медіана віку мешканця становила 35,0 року. На 100 осіб жіночої статі у місті припадало 92,7 чоловіків;  на 100 жінок у віці від 18 років та старших — 88,3 чоловіків також старших 18 років.
Середній дохід на одне домашнє господарство  становив 59 102 долари США (медіана — 51 142), а середній дохід на одну сім'ю — 67 175 доларів (медіана — 58 565). Медіана доходів становила 50 417 доларів для чоловіків та 30 402 долари для жінок. За межею бідності перебувало 16,6 % осіб, у тому числі 19,2 % дітей у віці до 18 років та 8,7 % осіб у віці 65 років та старших.
Цивільне працевлаштоване населення становило 4383 особи. Основні галузі зайнятості: освіта, охорона здоров'я та соціальна допомога — 16,8 %, науковці, спеціалісти, менеджери — 14,1 %, роздрібна торгівля — 11,8 %, виробництво — 11,0 %.